# Агсуйський район
Агсуйський район (азерб. Ağsu rayonu) — адміністративна одиниця в центральному Азербайджані. Адміністративний центр — місто Агсу.

## Географія

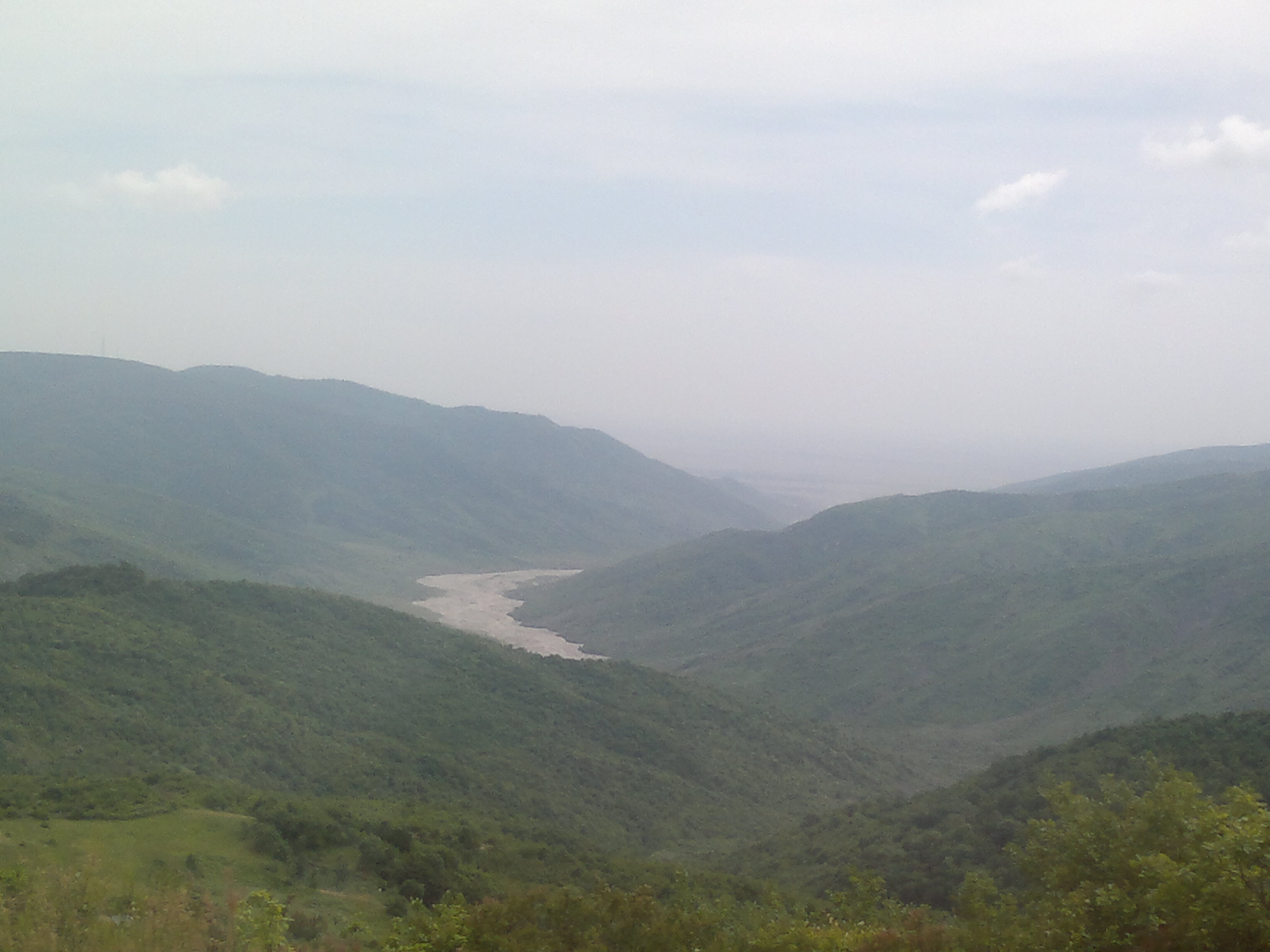
Долина річки Агсу

Район історично входить до території Ширвану розташований за 156 км на захід від міста Баку, на шосейній дорозі Баку-Ґазах. Агсуйський район на заході і північному заході межує з Ісмаїллинським районом, на північному сході і сході — з Шемахинським районом, на півдні — з Кюрдамірським і Аджикабульським районами.
Рельєф району гірський, передгіський і рівнинний. Гірська частина розташована на висоті 700—1000 м від рівня світового океану. Для гірських зон з річками, ущелинами і ярами характерний складний рельєф. Дрібні сірі гори, починаючи від берегів Гейчая до Пірсаатчая, утворюють Ширванський гірський хребет. На цих ділянках, що складаються з невисоких гір, у напрямку захід-схід простягаються Хінгарські, Гюрджуванські, Нуранські, Кяркідзькі, Геседські, Лянгябізькі луки. Північна межа Ширванської долини називається Гарамяр'ям ясамали, а ділянка виходу Гірдиманчая на Ширванську долину називається Ханчобанською долиною.
Розташування Агсуйського району на південних схилах Великого Кавказу дуже впливає на клімат. Клімат цього регіону складається з напівпустельного, сухого (південь) типу клімату з помірно теплою зимою і помірно теплого (північ) типу клімату з посушливим літом. Зима буває посушливою, сонячною, з малою кількістю опадів (снігу).
Ґрунти гірсько-бурі, гірсько-лісові, гірсько-сіро-коричневі, світло-коричневі і сірі.
У горах є ліси й чагарники. Знаменита квітка хари бюль-бюль, один із символів Карабаху, також зустрічається в гірських районах Агсу.
В районі зустрічаються ведмеді, шакали, борсуки, вовки, лисиці, дикі кабани й інші тварини, фазани та інші подібні птахи, а також сарана, гюрза й інші рептилії.
Середньорічна температура повітря дорівнює 13-14 °С. Середньомісячна вологість протягом року буває 50-81 %. Середньорічна кількість опадів — 400 600 мм.

## Історія
А. А. Бакіханов у своїй книзі зазначає, що 1735 року Надір Шах переселив населення Шамахи в засноване ним нове місто, розташоване на березі річки Агсу. В даний час назва міста Агсу, яке є районним центром, у деяких джерелах вказується як Нова Шамаха. Це пов'язано з переселенням населення Шамахи в Агсу. З цього часу історичне місто Шамаха називалося Стара Шамаха, а Агсу — Нова Шамаха. Назву міста, що існувало у XVIII столітті, було взято з назви «Ахсучай» і в багатьох джерелах місто називалося Агсу.
Руїни міста Агсу «Хараба шехер» (Зруйноване місто), що зберігають історію XVIII століття, знаходяться на півдні сучасного міста Агсу.
Район створено 8 жовтня 1943 року. 1963 року він був ліквідований і переданий до складу Кюрдамірського району, а 1965 року знову став незалежним районом.

## Населення
За даними Державного комітету статистики, станом на 2018 рік населення району становило 79 200 осіб, що збільшилася на 16 100 осіб (близько 25,5 %) з 63 100 чоловік в 2000 році. 39 800 осіб становлять чоловіки, 39 400 — жінки. Понад 27,3 % населення (близько 21 700 осіб) складають молоді люди і підлітки у віці від 14 до 29 років.
| Населення району за роками (на початок року, тис. чол.) |      |      |      |      |      |      |      |      |      |      |      |      |      |      |      |      |      |      |      |
| Територія                                               | 2000 | 2001 | 2002 | 2003 | 2004 | 2005 | 2006 | 2007 | 2008 | 2009 | 2010 | 2011 | 2012 | 2013 | 2014 | 2015 | 2016 | 2017 | 2018 |
| Агсуйський район                                        | 63,1 | 63,9 | 64,6 | 65,4 | 66,1 | 67,0 | 67,9 | 68,5 | 69,4 | 70,3 | 71,0 | 72,1 | 73,2 | 74,1 | 75,1 | 76,3 | 77,3 | 78,3 | 79,2 |
| Міське населення                                        | 16,6 | 16,9 | 17,2 | 17,6 | 17,8 | 18,3 | 18,7 | 18,9 | 19,3 | 19,7 | 19,8 | 20,1 | 20,2 | 20,4 | 20,7 | 21,0 | 21,3 | 21,5 | 21,8 |
| Сільське населення                                      | 46,5 | 47,0 | 47,4 | 47,8 | 48,3 | 48,7 | 49,2 | 49,6 | 50,1 | 50,6 | 51,2 | 52,0 | 53,0 | 53,7 | 54,4 | 55,3 | 56,0 | 56,8 | 57,4 |

### Національний склад
Переважну більшість жителів району становлять азербайджанці. На другому місці лезгини, на третьому — турки.
| Народ            | 1979 рік ос.    | 1999 рік ос.      |
| ---------------- | --------------- | ----------------- |
| азербайджанці    | 46 468 (96,2 %) | ↗ 61 681 (99,0 %) |
| лезгини          | 515 (1,1 %)     | ↘ 484 (0,8 %)     |
| росіяни/українці | 75 (0,2 %)      | ↗ 80 (0,1 %)      |
| вірмени          | 1174 (2,4 %)    | немає даних       |
| інші             | 44 (0,1 %)      | ↘ 22 (0,1 %)      |

## Економіка
Агсуйський район є сільськогосподарським районом. Тваринництво, рослинництво, бавовництво, плодівництво та овочівництво є найважливішими галузями економіки району. 75,2 % або 76742 га його території придатні для сільського господарства, 46,3 % або 35550 га становлять орні землі.
Внаслідок аграрних реформ, проведених за ініціативою Гейдара Алієва і під його керівництвом, 36184 га орних земель безоплатно передано багаторічним власникам. Майно радгоспів і колгоспів на суму 17,8 млрд. манатів (3,6 млн доларів) було приватизовано, а власникам дано дозвіл на придбання акцій. 98-100 % продукції району, роздрібний товарообіг, платні послуги припадають на частку недержавного сектора.
Основою господарської діяльності району є сільськогосподарська продукція. Понад 70 % населення регіону зайняті сільськогосподарським виробництвом. В наш час у регіоні стрімко розвивається хліборобство, бавовництво, садівництво, овочівництво і тваринництво. Переважно вирощують зерно, бавовну, картоплю, дині, соняшник, гранат, виноград та інші рослинні продукти. Розвиток тваринництва значно зріс після процесу приватизації тваринництва в регіоні у зв'язку з аграрними реформами в країні. Потреба населення району в м'ясних продуктах задовольняється за рахунок тварин, що вирощуються на території району. Останнім часом виробництво продукції птахівництва значно зросло.

## Сільське господарство
Основу економіки району становить сільське господарство. 2007 року випуск основної продукції склав 55879,9 тисяч манат, з них 36685,8 тисяч манат або 66 % припадає на частку сільського господарства. Виготовлено продукції рослинництва вартістю 21644 тисяч манат, також продукції тваринництва вартістю 15042 тисяч манат.
Птахівництво
У Державній програмі «Про соціально-економічний розвиток регіонів Азербайджанської Республіки» (2004—2008 рр.) було також передбачено розвиток птахівництва в районі. У всіх зонах населення займається птахівництвом. В районі 3 приватних інкубаційних цехи посезонно здійснюють свою діяльність.
Приділяється увага розвитку промислового птахівництва. На території села Мусабейлі від 2005-го року діє ТОВ «Шабан — Птахівництво». На цьому виробництві птахів розводять для забою. У першій чверті поточного[коли?] року було вирощено 10 тисяч голів птахів, з них 7000 голів продано.
Тваринництво
В районі динамічно розвивається тваринництво. Тварин розводять з метою одержання молока і для забою. Двоє фізичних осіб створили скотарські господарства (з яких одна фізична особа — буйволине господарство), а одна юридична і троє фізичних осіб організували вівчарські господарства.
В сімейно-сільських та інших формах господарств йде інтенсивний розвиток тваринництва. На 1 липня 2008 року по району кількість великої рогатої худоби склала 39235 голів, а овець і кіз — 149676 голів. Відповідно зросло виробництво продукції тваринництва, і таким чином, було отримано 3939 тонн м'яса (в живій вазі), 23302 тонни молока та 274 тонни вовни.
Рослинництво
В районі вирощують пшеницю, ячмінь, конюшину, кукурудзу, соняшник, баштанні культури, овочі, цукрові буряки, картоплю, бавовна, виноград, гранат та інші рослинні культури.
2007 року в районі приватні господарства і окремі власники землі виробили 80018 тонн зерна (на ділянці 27520 га), 1032,1 тонни бавовни, 311,4 тонни картоплі, 1818,6 тонн овочів, 3932,2 тонни баштанних культур, 5053 тонни фруктів. В районі виробництво зерна на 15 липня поточного[коли?] року склало 81,6 тисяч тонн, що більше минулорічного показника на 1600 тонн. Показник врожайності досяг 29,3 центнера.

## Культура
Мавзолей шейха Дурсуна, розташований за 3 км від міста Агсу, побудовано 1457 року. Фасад мавзолею шейха Мезіда прикрашено різнобарвною мозаїкою. Білий мавзолей на південному заході міста, руїни XVIII століття на сході Агсу і Дівоча вежа в грузинському селі вважаються цікавими об'єктами для туристів. Агсуйський район є батьківщиною килимів Біджо, однієї з перлин історії азербайджанської культури, найвідомішої композиції Ширванської школи килимарства. Килими Біджо тепер називають на честь села Біджо, якє розташоване в районі. Килими Біджо, які мають дуже давню історію, пізніше виробляли й в інших відомих центрах килимарства в Гойларе, Пірхасанлі і Ширвані, а також в Ґубі та Ірані. У другій половині XIX століття килими Біджо, вивозили з Азербайджану в Нижній Новгород. В наш час вони доступні в Канаді, США, Чехії, Росії, Туреччини, Італії, Великій Британії та інших країнах. 2014 року за підтримки Міністерства праці та соціального захисту населення Азербайджанської Республіки в селі Біджо запущено курс професійної підготовки «Килими».
У жовтні 2019 року історичну територію Агсуйського району «Середньовічне місто Агсу» оголошено Державним історико-культурним заповідником.